# Ilex chamaebuxus
Ilex chamaebuxus är en järneksväxtart som beskrevs av Cheng Yih Wu och Y.R. Li. Ilex chamaebuxus ingår i släktet järnekar, och familjen järneksväxter. Inga underarter finns listade i Catalogue of Life.